# Senyoria d'Ath
Ath fou una senyoria de l'Hainaut centrada a l'església d'Ath i la part superior de la vall del riu Dendre. L'únic senyor conegut fou Gautier casat amb Ada de Roucy (vídua de Jofré, senyor de Guisa i filla d'Hilduí IV senyor de Montdidier i Ramerupt comte de Roucy (1033-1063); Ada es va casar després amb Thierry senyor d'Avesnes. Fou la mare de Beatriu d'Ath que es va casar amb Arnold d'Hainaut, senyor de Rœulx, fill del comte Balduí II d'Hainaut (1071-1098). Vers 1160, Balduí IV d'Hainaut, anomenat el Constructor (1120-1171), va comprar algunes terres a la regió d'Ath a Gil de Trazegnies, i hi va construir una torre quadrada, anomenada la Tour Burbant, que protegia el seu comtat per la part del nord que estava sovint amenaçada pel comte de Flandes i servia a més per tenir sota la seva autoritat a les poderoses famílies senyorials d'Avesnes, Chièvres, Silly, Trazegnies, La Hamaide i alguna altra que gaudien de massa independència. Per aquesta torre i la seva jurisdicció es va nomenar un castellà. La circumscripció anava de Tournai a Enghien i de Flobecq a Condé. La vila es va desenvolupar a l'entorn de la fortalesa.